# Olympische Sommerspiele 2024/Teilnehmer (Tadschikistan)
| Gelbes Symbol für Goldmedaillen mit stilisierten Olympischen Ringen | Graues Symbol für Silbermedaillen mit stilisierten Olympischen Ringen | Braundes Symbol für Bronzemedaillen mit stilisierten Olympischen Ringen |
| ------------------------------------------------------------------- | --------------------------------------------------------------------- | ----------------------------------------------------------------------- |
| —                                                                   | —                                                                     | 3                                                                       |

Tadschikistan nahm an den Olympischen Spielen 2024 vom 26. Juli bis zum 11. August 2024 in Paris teil. Es war die insgesamt achte Teilnahme an Olympischen Sommerspielen.
Für die Eröffnungsfeier wurde der Judoka Temur Rahimow zum Fahnenträger der Mannschaft Tadschikistans ernannt.

## Teilnehmer nach Sportarten

### Boxen
Bei den Asienspielen 2022 konnten sich die ersten beiden tadschikischen Boxer für die Olympischen Spiele qualifizieren. Zudem gelang Bahodur Usmonow die Qualifikation über das erste internationale Qualifikationsturnier.
| Athleten           | Wettbewerb         | 1. Runde    | 1. Runde | Achtelfinale       | Achtelfinale  | Viertelfinale | Viertelfinale | Halbfinale    | Halbfinale    | Finale        | Finale        | Rang   |
| Athleten           | Wettbewerb         | Gegner      | Ergebnis | Gegner             | Ergebnis      | Gegner        | Ergebnis      | Gegner        | Ergebnis      | Gegner        | Ergebnis      | Rang   |
| ------------------ | ------------------ | ----------- | -------- | ------------------ | ------------- | ------------- | ------------- | ------------- | ------------- | ------------- | ------------- | ------ |
| Frauen             |                    |             |          |                    |               |               |               |               |               |               |               |        |
| Mischgona Samadowa | Klasse bis 57 kg   | A. Mendoza  | 2:3      | ausgeschieden      | ausgeschieden | ausgeschieden | ausgeschieden | ausgeschieden | ausgeschieden | ausgeschieden | ausgeschieden | 17     |
| Männer             |                    |             |          |                    |               |               |               |               |               |               |               |        |
| Bachodur Usmonow   | Klasse bis 63,5 kg | R. Rossenow | 0:5      | ausgeschieden      | ausgeschieden | ausgeschieden | ausgeschieden | ausgeschieden | ausgeschieden | ausgeschieden | ausgeschieden | 17     |
| Dawlat Boltajew    | Klasse bis 92 kg   | —           | —        | G. Kuschitaschwili | 3:2           | J. Marley     | 4:1           | L. Mullajonov | 1:4           | ausgeschieden | ausgeschieden | Bronze |

### Judo
Über die IJF-Weltrangliste konnten sich fünf tadschikische Judokas qualifizieren.
| Athleten                | Wettbewerb         | 1. Runde          | 1. Runde | 2. Runde      | 2. Runde      | Achtelfinale  | Achtelfinale  | Viertelfinale     | Viertelfinale | Halbfinale / Trostrunde | Halbfinale / Trostrunde | Finale / Platz 3 | Finale / Platz 3 | Rang   |
| Athleten                | Wettbewerb         | Gegner            | Ergebnis | Gegner        | Ergebnis      | Gegner        | Ergebnis      | Gegner            | Ergebnis      | Gegner                  | Ergebnis                | Gegner           | Ergebnis         | Rang   |
| ----------------------- | ------------------ | ----------------- | -------- | ------------- | ------------- | ------------- | ------------- | ----------------- | ------------- | ----------------------- | ----------------------- | ---------------- | ---------------- | ------ |
| Männer                  |                    |                   |          |               |               |               |               |                   |               |                         |                         |                  |                  |        |
| Nurali Emomali          | Klasse bis 66 kg   | Freilos           | Freilos  | —             | —             | B. Shmailov   | 1s2:0         | H. Abe            | 0:10          | S. Bunčić               | 0:10                    | ausgeschieden    | ausgeschieden    | 7      |
| Bechrusi Chotschasoda   | Klasse bis 73 kg   | A. Margelidon     | 0s2:1s1  | —             | —             | ausgeschieden | ausgeschieden | ausgeschieden     | ausgeschieden | ausgeschieden           | ausgeschieden           | ausgeschieden    | ausgeschieden    | 17     |
| Somon Mahmadbekow       | Klasse bis 81 kg   | Freilos           | Freilos  | F. Badawi     | 10:0          | F. de Wit     | 1s2:0s1       | T. Grigalaschwili | 0s1:1s1       | S. Boltaboyev           | 10:0                    | A. Esposito      | 10:0             | Bronze |
| Komronschoh Ustopirijon | Klasse bis 90 kg   | T. Mosakhlishvili | 0:1      | ausgeschieden | ausgeschieden | ausgeschieden | ausgeschieden | ausgeschieden     | ausgeschieden | ausgeschieden           | ausgeschieden           | ausgeschieden    | ausgeschieden    | 17     |
| Dschachongir Madschidow | Klasse bis 100 kg  | A. Diesse         | 0:10     | ausgeschieden | ausgeschieden | ausgeschieden | ausgeschieden | ausgeschieden     | ausgeschieden | ausgeschieden           | ausgeschieden           | ausgeschieden    | ausgeschieden    | 17     |
| Temur Rahimow           | Klasse über 100 kg | Freilos           | Freilos  | E. Abramov    | 10:1          | A. Yusupov    | 11:1          | T. Riner          | 0:10          | ―                       | ―                       | A. Granda        | 1:0              | Bronze |

### Leichtathletik
Laufen und Gehen
| Athleten         | Wettbewerb | Vorlauf | Vorlauf | Halbfinale    | Halbfinale    | Finale        | Finale        | Rang          |
| Athleten         | Wettbewerb | Zeit    | Rang    | Zeit          | Rang          | Zeit          | Rang          | Rang          |
| ---------------- | ---------- | ------- | ------- | ------------- | ------------- | ------------- | ------------- | ------------- |
| Männer           |            |         |         |               |               |               |               |               |
| Faworis Musrapow | 100 m      | 10,60 s | 3       | ausgeschieden | ausgeschieden | ausgeschieden | ausgeschieden | ausgeschieden |

### Ringen
Beim internationalen Qualifikationsturnier in Istanbul gewann Tadschikistan einen Quotenplatz in der Gewichtsklasse bis 74 kg Freistil der Männer.

#### Freier Stil
Legende: G = Gewonnen, V = Verloren, S = Schultersieg
| Athleten        | Wettbewerb       | Achtelfinale      | Achtelfinale | Viertelfinale | Viertelfinale | Halbfinale  | Halbfinale | Hoffnungsrunde Halbfinale | Hoffnungsrunde Halbfinale | Hoffnungsrunde Finale | Hoffnungsrunde Finale | Finale        | Finale        | Rang |
| Athleten        | Wettbewerb       | Gegner            | Ergebnis     | Gegner        | Ergebnis      | Gegner      | Ergebnis   | Gegner                    | Ergebnis                  | Gegner                | Ergebnis              | Gegner        | Ergebnis      | Rang |
| --------------- | ---------------- | ----------------- | ------------ | ------------- | ------------- | ----------- | ---------- | ------------------------- | ------------------------- | --------------------- | --------------------- | ------------- | ------------- | ---- |
| Männer          |                  |                   |              |               |               |             |            |                           |                           |                       |                       |               |               |      |
| Wiktor Rassadin | Klasse bis 74 kg | G. Kougioumtsidis | G 8:2        | Lu F.         | G 7:4         | R. Zhamalov | V 2:8      | ausgeschieden             | ausgeschieden             | C. Valiev             | V 2:6                 | ausgeschieden | ausgeschieden | 5    |

### Schwimmen
| Athleten                 | Wettbewerb    | Vorlauf | Vorlauf | Halbfinale    | Halbfinale    | Finale        | Finale        | Rang |
| Athleten                 | Wettbewerb    | Zeit    | Rang    | Zeit          | Rang          | Zeit          | Rang          | Rang |
| ------------------------ | ------------- | ------- | ------- | ------------- | ------------- | ------------- | ------------- | ---- |
| Frauen                   |               |         |         |               |               |               |               |      |
| Jekaterina Bordatschyowa | 50 m Freistil | 28,85 s | 53      | ausgeschieden | ausgeschieden | ausgeschieden | ausgeschieden | 53   |
| Männer                   |               |         |         |               |               |               |               |      |
| Fachriddin Madkamow      | 50 m Freistil | 26,23 s | 56      | ausgeschieden | ausgeschieden | ausgeschieden | ausgeschieden | 56   |

### Taekwondo
Über das asiatische Qualifikationsturnier in Tai’an qualifizierte sich Munira Abdussalomowa für den Wettbewerb im Schwergewicht der Frauen.
| Athleten             | Wettbewerb        | 1. Runde | 1. Runde | Achtelfinale | Achtelfinale | Viertelfinale | Viertelfinale | Halbfinale    | Halbfinale    | Hoffnungsrunde | Hoffnungsrunde | Finale / Platz 3 | Finale / Platz 3 | Rang |
| Athleten             | Wettbewerb        | Gegner   | Ergebnis | Gegner       | Ergebnis     | Gegner        | Ergebnis      | Gegner        | Ergebnis      | Gegner         | Ergebnis       | Gegner           | Ergebnis         | Rang |
| -------------------- | ----------------- | -------- | -------- | ------------ | ------------ | ------------- | ------------- | ------------- | ------------- | -------------- | -------------- | ---------------- | ---------------- | ---- |
| Frauen               |                   |          |          |              |              |               |               |               |               |                |                |                  |                  |      |
| Munira Abdussalomowa | Klasse über 67 kg | —        | —        | A. Laurin    | 0:2          | ausgeschieden | ausgeschieden | ausgeschieden | ausgeschieden | L. Brandl      | 0:2            | ausgeschieden    | ausgeschieden    | 7    |